# حكومة ميشال عون
الحكومة اللبنانية السابعة والخمسون، هي حكومة عسكرية شكلت بالدقائق الأخيرة من عهد الرئيس أمين الجميل بتاريخ 22 سبتمبر 1988 برئاسة قائد الجيش العماد ميشال عون وتضم الضباط الستة الأعضاء بالمجلس العسكري.

## تشكيلة الحكومة
| اسم الوزير               | الوزارات                                                                                        |
| موارنة                   |                                                                                                 |
| العماد ميشال عون         | رئيس الوزراء والدفاع الوطني والإعلام                                                            |
| روم أرثوذكس              |                                                                                                 |
| العقيد عصام أبو جمرا     | نائب رئيس الوزراء والبريد والمواصلات السلكية واللاسلكية والإسكان والتعاونيات والاقتصاد والتجارة |
| روم كاثوليك              |                                                                                                 |
| العميد إدغار معلوف       | الأشغال العامة والنقل والسياحة والعمل                                                           |
| السنة                    |                                                                                                 |
| العميد محمد نبيل قريطم   | الخارجية والمغتربين والتربية الوطنية والفنون الجميلة والداخلية                                  |
| الشيعة                   |                                                                                                 |
| العقيد لطفي جابر         | الموارد المائية والكهربائية والزراعة والعدل                                                     |
| دروز                     |                                                                                                 |
| اللواء محمود طي أبو ضرغم | الأشغال العامة والنقل والسياحة والعمل                                                           |

## أهم ما واجهته الحكومة
- بعد صدور تشكيل الحكومة بقليل تسلمت السلطات الرئاسية من الرئيس المنتهية ولايته أمين الجميّل، لكن الحكومة السابقة المقالة والتي يرأسها الرئيس سليم الحص بالوكالة رفضت الاعتراف بهذه الحكومة وقررت الاستمرار بتسيير الأعمال كحكومة قائمة مقام الرئيس.
- قرر الوزراء محمود طي أبو ضرغم ومحمد نبيل قريطم ولطفي جابر فور تشكيل الحكومة الاعتذار عن المشاركة بها، وذلك بسبب ظروف تشكيل الحكومة وعدم مشاورتهم عند التشكيل ومفاجأتهم به وما يرونه من أن المفترض بأن تجرى الانتخابات الرئاسية وبعدها تشكيل حكومة اتحاد وطني.
- اضطرت الحكومة بجلستها بتاريخ 4 أكتوبر 1988 إلى تعيين وزراء بالوكالة للوزارات التي رفض وزرائها الأصيلين استلام مهامه بها، حيث أصدر رئيس الحكومة العماد عون المرسوم رقم 4 والذي تم بموجبه العهد إلى العماد ميشال عون بمهام وزارات والخارجية والمغتربين والتربية الوطنية والفنون الجميلة والداخلية، وعهد إلى العقيد عصام أبو جمرا بمهام وزارات الموارد المائية والكهربائية والزراعة والعدل، بينما عهد إلى العميد إدغار معلوف مهام وزارات الأشغال العامة والنقل والسياحة والعمل والشئون الاجتماعية، وذلك طوال فترة غياب الوزراء الأصيلين لأي سبب كان.
- بعد التوقيع على اتفاق الطائف وتصديق مجلس النواب عليه انتخب الرئيس رينيه معوض رئيساً للجمهورية في مطار القليعات بتاريخ 5 نوفمبر 1989، وبعد إجراء الاستشارات النيابية تقرر تكليف الرئيس سليم الحص بتشكيل حكومة اتحاد وطني. وكانت حكومة العماد ميشال عون قد رفضت اتفاق الطائف وقامت بحل البرلمان كي تمنعه من إقرار الاتفاق وانتخاب رئيس للجمهورية لكن النواب لم يعترفوا بقرارات الحكومة. وكان رئيس الحكومة العماد ميشال عون قد أعلن رفضه تطبيق اتفاق الطائف بمؤتمر صحافي عقده بعد يوم من إقراره وانتخاب الرئيس وهدد فيه بأن من يريد أن يدخل بهذا الاتفاق سيذهب إلى الجحيم.[1] وقد شهدت الفترة بعد ذلك اغتيال الرئيس المنتخب رينيه معوض وأعقبه انتخاب الرئيس إلياس الهراوي رئيساً للجمهورية وتكليف سليم الحص برئاسة حكومة الاتحاد الوطني في لبنان.
- ظلت الحكومة رافضه للاعتراف بشرعية رئيس الجمهورية والحكومة ومجلس النواب وبقيت معتصمة بقصر بعبدا رافضة تسليمه وكان يؤيدها أعداد من اللبنانيين وذلك إلى تاريخ 13 أكتوبر 1990 عندما قام الجيش اللبناني بعملية لاقتحام القصر بمساعدة الجيش السوري المتواجد بلبنان، وأدت تلك العملية إلى لجوء رئيس الحكومة ميشال عون إلى السفارة الفرنسية ومن بعدها نفيه إلى فرنسا.

## وصلات خارجية
- موقع رئاسة مجلس الوزراء الرسمي